# Fipp
FIPP (tidligere Fédération Internationale de la Presse Périodique, engelsk: International Federation of Periodical Publishers) er en global brancheorganisation, hvis formål er at forbedre alle aspekter af medieindholdsbranchen gennem deling af viden, gensidigt samarbejde og strategiske partnerskaber. FIPP-medlemskab består af 700 virksomheder, herunder næsten 60 nationale magasinforeninger. FIPP’s hovedkvarter ligger i London.
FIPP er vært for World Magazine Congress som afholdes hvert andet år i forskellige lande over hele verden. Organisationen er også vært for DIS (Digital Innovators’ Summit) for digitale publicister, som afholdes årligt i Berlin.
FIPP er kendt for at producere den årlige World Magazine Trends Report, som distribueres over hele verden til hele branchen og den er en respekteret referencekilde.
 Der er for få eller ingen kildehenvisninger i denne artikel, hvilket er et problem. Du kan hjælpe ved at angive troværdige kilder til de påstande, som fremføres i artiklen.